# Campionati mondiali maschili di sollevamento pesi 1987
I Campionati mondiali maschili di sollevamento pesi 1987, 61ª edizione della manifestazione, si svolsero a Ostrava dal 6 al 13 settembre; successivamente si tenne anche la 1ª edizione femminile dei campionati, che si svolsero in una sede diversa, a Daytona Beach.

## Titoli in palio
| Categoria            | Eventi         | Atleti |
| -------------------- | -------------- | ------ |
| Pesi mosca           | Fino a 52 kg   | 13     |
| Pesi gallo           | Fino a 56 kg   | 15     |
| Pesi piuma           | Fino a 60 kg   | 16     |
| Pesi leggeri         | Fino a 67.5 kg | 20     |
| Pesi medi            | Fino a 75 kg   | 19     |
| Pesi massimi leggeri | Fino a 82.5 kg | 17     |
| Pesi mediomassimi    | Fino a 90 kg   | 19     |
| Pesi massimi primi   | Fino a 100 kg  | 15     |
| Pesi massimi         | Fino a 110 kg  | 19     |
| Pesi supermassimi    | Oltre i 110 kg | 15     |

## Nazioni partecipanti
Le nazioni che hanno partecipato ai campionati furono 29 per un totale di 168 atleti partecipanti. Tra parentesi i partecipanti per nazione.
- Afghanistan (4)
- Australia (6)
- Austria (5)
- Belgio (1)
- Brasile (1)
- Bulgaria (10)
- Canada (6)
- Cecoslovacchia (10)
- Cina (10)
- Corea del Nord (6)
- Corea del Sud (10)
- Cuba (10)
- Danimarca (3)
- Finlandia (2)
- Germania Est (7)
- Germania Ovest (9)
- Giappone (5)
- Norvegia (2)
- Nuova Zelanda (1)
- Polonia (10)
- Portogallo (2)
- Regno Unito (4)
- Romania (6)
- Stati Uniti (4)
- Svezia (8)
- Svizzera (2)
- Taipei cinese (4)
- Ungheria (10)
- Unione Sovietica (10)

## Risultati
Vennero stabiliti quattro record mondiali: uno nel totale dell'esercizio, tre nelle specialità singole. 
| Evento  | Oro                | Oro      | Argento             | Argento  | Bronzo              | Bronzo   |
| 52 kg   | 52 kg              | 52 kg    | 52 kg               | 52 kg    | 52 kg               | 52 kg    |
| ------- | ------------------ | -------- | ------------------- | -------- | ------------------- | -------- |
| Strappo | Sevdalin Marinov   | 115,0 kg | He Zhuoqiang        | 112,5 kg | Jacek Gutowski      | 112,5 kg |
| Slancio | He Zhuoqiang       | 147,5 kg | Sevdalin Marinov    | 147,5 kg | Chun Byung-kwan     | 135,0 kg |
| Totale  | Sevdalin Marinov   | 262,5 kg | He Zhuoqiang        | 260,0 kg | Jacek Gutowski      | 247,5 kg |
| 56 kg   |                    |          |                     |          |                     |          |
| Strappo | Liu Shoubin        | 130,0 kg | Neno Terzijski      | 125,0 kg | Li Jae-son          | 120,0 kg |
| Slancio | Neno Terzijski     | 162,5 kg | He Yingqiang        | 160,0 kg | Liu Shoubin         | 145,0 kg |
| Totale  | Neno Terzijski     | 287,5 kg | Liu Shoubin         | 275,0 kg | Li Jae-son          | 265,0 kg |
| 60 kg   |                    |          |                     |          |                     |          |
| Strappo | Stefan Topurov     | 140,0 kg | Yourik Sargsyan     | 137,5 kg | Oksen Mirzoyan      | 135,0 kg |
| Slancio | Stefan Topurov     | 175,0 kg | Oksen Mirzoyan      | 170,0 kg | Yourik Sargsyan     | 170,0 kg |
| Totale  | Stefan Topurov     | 315,0 kg | Yourik Sargsyan     | 307,5 kg | Oksen Mirzoyan      | 305,0 kg |
| 67,5 kg |                    |          |                     |          |                     |          |
| Strappo | Mihail Petrov      | 155,0 kg | Andreas Behm        | 150,0 kg | Israyel Militosyan  | 150,0 kg |
| Slancio | Mihail Petrov      | 195,0 kg | Andreas Behm        | 190,0 kg | Israyel Militosyan  | 185,0 kg |
| Totale  | Mihail Petrov      | 350,0 kg | Andreas Behm        | 340,0 kg | Israyel Militosyan  | 335,0 kg |
| 75 kg   |                    |          |                     |          |                     |          |
| Strappo | Borislav Gidikov   | 167,5 kg | Cai Yanshu          | 162,5 kg | Aleksandăr Vărbanov | 160,0 kg |
| Slancio | Borislav Gidikov   | 207,5 kg | Aleksandăr Vărbanov | 205,0 kg | Andrei Socaci       | 200,0 kg |
| Totale  | Borislav Gidikov   | 375,0 kg | Aleksandăr Vărbanov | 365,0 kg | Ingo Steinhöfel     | 345,0 kg |
| 82,5 kg |                    |          |                     |          |                     |          |
| Strappo | László Barsi       | 180,0 kg | Sergej Li           | 172,5 kg | Asen Zlatev         | 170,0 kg |
| Slancio | Sergej Li          | 210,0 kg | László Barsi        | 210,0 kg | Constantin Urdaș    | 205,0 kg |
| Totale  | László Barsi       | 390,0 kg | Sergej Li           | 382,5 kg | Asen Zlatev         | 375,0 kg |
| 90 kg   |                    |          |                     |          |                     |          |
| Strappo | Ivan Čakărov       | 187,5 kg | Anatolij Chrapatyj  | 185,0 kg | Sławomir Zawada     | 180,0 kg |
| Slancio | Anatolij Chrapatyj | 232,5 kg | Ivan Čakărov        | 225,0 kg | Sergej Černenko     | 220,0 kg |
| Totale  | Anatolij Chrapatyj | 417,5 kg | Ivan Čakărov        | 412,5 kg | Sławomir Zawada     | 395,0 kg |
| 100 kg  |                    |          |                     |          |                     |          |
| Strappo | Nicu Vlad          | 192,5 kg | Pavel Kuznecov      | 192,5 kg | Andor Szanyi        | 185,0 kg |
| Slancio | Pavel Kuznecov     | 230,0 kg | Nicu Vlad           | 227,5 kg | Ronny Weller        | 225,0 kg |
| Totale  | Pavel Kuznecov     | 422,5 kg | Nicu Vlad           | 420,0 kg | Andor Szanyi        | 407,5 kg |
| 110 kg  |                    |          |                     |          |                     |          |
| Strappo | Jurij Zacharevič   | 203,0 kg | József Jacsó        | 190,0 kg | Anton Baraniak      | 185,0 kg |
| Slancio | Jurij Zacharevič   | 242,5 kg | Detelin Petrov      | 230,0 kg | Anton Baraniak      | 230,0 kg |
| Totale  | Jurij Zacharevič   | 445,0 kg | József Jacsó        | 415,0 kg | Anton Baraniak      | 415,0 kg |
| +110 kg |                    |          |                     |          |                     |          |
| Strappo | Antonio Krăstev    | 216,0 kg | Aleksandr Kurlovič  | 212,5 kg | Leonid Taranenko    | 202,5 kg |
| Slancio | Leonid Taranenko   | 265,5 kg | Aleksandr Kurlovič  | 260,0 kg | Manfred Nerlinger   | 255,0 kg |
| Totale  | Aleksandr Kurlovič | 472,5 kg | Leonid Taranenko    | 467,5 kg | Antonio Krăstev     | 460,0 kg |

## Medagliere

### Grandi (totale)
Riferito al totale dell'esercizio: 9 nazioni sono entrate nel medagliere.
| Posiz. | Nazione          | Oro | Argento | Bronzo | Totale |
| ------ | ---------------- | --- | ------- | ------ | ------ |
| 1      | Bulgaria         | 5   | 2       | 2      | 9      |
| 2      | Unione Sovietica | 4   | 3       | 2      | 9      |
| 3      | Ungheria         | 1   | 1       | 1      | 3      |
| 4      | Cina             | 0   | 2       | 0      | 2      |
| 5      | Germania Est     | 0   | 1       | 1      | 2      |
| 6      | Romania          | 0   | 1       | 0      | 1      |
| 7      | Polonia          | 0   | 0       | 2      | 2      |
| 8      | Cecoslovacchia   | 0   | 0       | 1      | 1      |
| 8      | Corea del Nord   | 0   | 0       | 1      | 1      |
| Totale | Totale           | 10  | 10      | 10     | 30     |

### Grandi (totale) e Piccole (Strappo e Slancio)
Riferito al totale dell'esercizio e delle due specialità: 11 nazioni sono entrate nel medagliere.
| Posiz. | Nazione          | Oro | Argento | Bronzo | Totale |
| ------ | ---------------- | --- | ------- | ------ | ------ |
| 1      | Bulgaria         | 15  | 7       | 4      | 26     |
| 2      | Unione Sovietica | 10  | 10      | 8      | 28     |
| 3      | Cina             | 2   | 5       | 1      | 8      |
| 4      | Ungheria         | 2   | 3       | 2      | 7      |
| 5      | Romania          | 1   | 2       | 2      | 5      |
| 6      | Germania Est     | 0   | 3       | 2      | 5      |
| 7      | Polonia          | 0   | 0       | 4      | 4      |
| 8      | Cecoslovacchia   | 0   | 0       | 3      | 3      |
| 9      | Corea del Nord   | 0   | 0       | 2      | 2      |
| 10     | Corea del Sud    | 0   | 0       | 1      | 1      |
| 10     | Germania Ovest   | 0   | 0       | 1      | 1      |
| Totale | Totale           | 30  | 30      | 30     | 90     |

## Nazioni partecipanti unificato
Di seguito si riportano le nazioni partecipanti unificate delle due edizioni separate. Complessivamente, alle edizioni parteciparono 268 tra atleti e atlete in rappresentanza di 39 nazioni.
- Afghanistan (4)
- Antille Olandesi (1)
- Australia (10)
- Austria (5)
- Belgio (1)
- Brasile (1)
- Bulgaria (16)
- Camerun (2)
- Canada (15)
- Cecoslovacchia (10)
- Cina (19)
- Corea del Nord (6)
- Corea del Sud (13)
- Cuba (10)
- Danimarca (3)
- Finlandia (5)
- Francia (3)
- Germania Est (7)
- Germania Ovest (9)
- Giappone (9)
- Indonesia (3)
- Islanda (1)
- Israele (1)
- Italia (4)
- Messico (8)
- Norvegia (5)
- Nuova Zelanda (1)
- Polonia (10)
- Portogallo (2)
- Regno Unito (13)
- Romania (6)
- Spagna (4)
- Stati Uniti (13)
- Svezia (8)
- Svizzera (2)
- Taipei cinese (11)
- Ungheria (16)
- Unione Sovietica (10)
- Uruguay (1)

## Medagliere unificato
Di seguito si riporta il medagliere unificato delle due edizioni separate.

### Grandi (totale) unificato
Riferito al totale dell'esercizio: 13 nazioni sono entrate nel medagliere.
| Posiz. | Nazione          | Oro | Argento | Bronzo | Totale |
| ------ | ---------------- | --- | ------- | ------ | ------ |
| 1      | Cina             | 8   | 3       | 0      | 11     |
| 2      | Bulgaria         | 5   | 3       | 7      | 15     |
| 3      | Unione Sovietica | 4   | 3       | 2      | 9      |
| 4      | Ungheria         | 1   | 4       | 1      | 6      |
| 5      | Stati Uniti      | 1   | 3       | 2      | 6      |
| 6      | Germania Est     | 0   | 1       | 1      | 2      |
| 7      | Romania          | 0   | 1       | 0      | 1      |
| 7      | Corea del Sud    | 0   | 1       | 0      | 1      |
| 9      | Polonia          | 0   | 0       | 2      | 2      |
| 10     | Cecoslovacchia   | 0   | 0       | 1      | 1      |
| 10     | Francia          | 0   | 0       | 1      | 1      |
| 10     | Corea del Nord   | 0   | 0       | 1      | 1      |
| 10     | Spagna           | 0   | 0       | 1      | 1      |
| Totale | Totale           | 19  | 19      | 19     | 57     |

### Grandi (totale) e Piccole (Strappo e Slancio) unificato
Riferito al totale dell'esercizio e delle due specialità: 15 nazioni sono entrate nel medagliere.
| Posiz. | Nazione          | Oro | Argento | Bronzo | Totale |
| ------ | ---------------- | --- | ------- | ------ | ------ |
| 1      | Cina             | 24  | 9       | 2      | 35     |
| 2      | Bulgaria         | 16  | 12      | 14     | 42     |
| 3      | Unione Sovietica | 10  | 10      | 8      | 28     |
| 4      | Stati Uniti      | 4   | 7       | 7      | 18     |
| 5      | Ungheria         | 2   | 10      | 4      | 16     |
| 6      | Romania          | 1   | 2       | 2      | 5      |
| 7      | Germania Est     | 0   | 3       | 2      | 5      |
| 8      | Regno Unito      | 0   | 2       | 1      | 3      |
| 8      | Corea del Sud    | 0   | 2       | 1      | 3      |
| 10     | Polonia          | 0   | 0       | 4      | 4      |
| 11     | Cecoslovacchia   | 0   | 0       | 3      | 3      |
| 11     | Francia          | 0   | 0       | 3      | 3      |
| 11     | Spagna           | 0   | 0       | 3      | 3      |
| 14     | Corea del Nord   | 0   | 0       | 2      | 2      |
| 15     | Germania Ovest   | 0   | 0       | 1      | 1      |
| Totale | Totale           | 57  | 57      | 57     | 171    |